# Tiny C Compiler

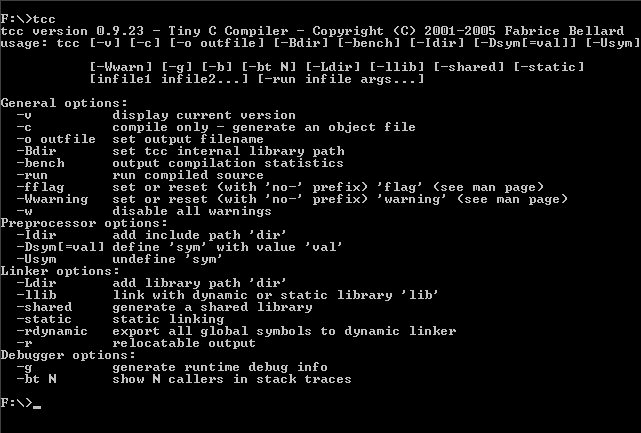

Tiny C Compiler（縮寫為TCC、tCc或TinyCC）是一个用於x86或x86-64系統的C编译器，開發者為Fabrice Bellard。軟體是設計用於低階電腦環境，或是於磁碟容量有限的空間中（1.44磁片或是硬碟）。軟體可以適用於Windows、Linux、Unix作業系統，而最新版本為0.9.27（2017年12月17日）。TCC是在GNU宽通用公共许可证（LGPL）協定規範下發布。
TCC符合ANSI C（C89/C90）規範，亦符合新版的ISO C99標準規範和GNU C擴展的內嵌組合語言（即inline assembler）功能汇编语言。

## 實現狀態
- 支援C99 VLA規範
- 完全支援C89，基本符合C99規範
- 可產生make dependencies（-MD/-MF）
- 支援多種平台的目標代碼生成，如：x86-64、ARM、OSX、WinCE、kFreeBSD、Hurd

## 特色功能
TCC與其他C語言編譯器的不同處在於：
- 容量小，軟體大小約為1MB左右，可儲存於1.44MB的磁碟片中使用。
- 速度快，以TCC開發的程式可執行於x86（16/32位元）與 x86-64（64位元）環境中，據開發者說，執行比GCC較來得相當快速。[2]程式亦可以包含組合語言（inline assembler）於其中執行與編譯。
- 無限制，其他C語言的動態Library祗要符合ISO C99規範，皆可以給予TCC來使用與編譯。
- 安全性，TCC包含一個可選的記憶體边界检查，經過檢測的程式碼可以隨意地混合於標準程式碼內。
- 其他，TCC為命令列式的使用，目前並無整合性開發環境，但可以配合其他的編輯軟體使用（如：UltraEdit ...等）。

## 用途
著名的 TCC 应用包括：
- TCCBOOT[3]，一个可以在大约 10 秒内从源码启动 Linux内核的啟動程式。该啟動程式可以从硬盘中读取 Linux 源代码，将可执行指令写入内存并执行。
- TCC 曾被用于演示对軟體後門的防御。 [4]
- TCC 曾被用于编译 GCC，虽然需要不少补丁才能完成这个操作。
- Cinpy[5]，一个允许在Python模块中添加C函数的库。这些 C 函数在运行时使用 TCC 编译，然后通过 ctypes 库在 Python 代码中调用。
- 被安装在 JSLinux[6] ，一个能在浏览器中运行 Linux 和其它操作系统的虚拟机（也是由 Bellard 开发的）。
- 被用于编译超微型国际象棋引擎。[7]
- TCC 曾被內建於 Google Android 系統，於 Android 2.0 版本中。[8]

## 開發歷史
TCC 项目起源于 OTCC （Obfuscated TCC，即代码混淆过的 TCC），这是 Bellard 为赢得 2001 年国际C语言混乱代码大赛（IOCCC）编写的一个程序。其後，Bellard 反混淆并延伸發展了该程序，于是有了 TCC。
在 2012 年 2 月 4 日之前的某个时间， Bellard 在 TCC 的官方网站上宣布他不再参与 TCC 的维护工作。
自从 Bellard 离开 TCC 项目以来，已经有不少组织和个人分发补丁或创建维护分支，为 TCC 提供构建支持以及问题修复。